# Димитриос Борбодзиотис
Димитър (на гръцки: Δημήτριος) е зограф от XVIII век, работил в Югозападна Македония.

## Биография
Роден е в голямото костурско село Борботско (Ептахори) в XVIII век. Заедно с Михаил Хионадески е автор на стенописите в Жиковищкия манастир. Вероятно негови са и иконите в проскинитариите в „Свети Николай“ в Кожани.